# Arothron
Genre
Arothron est un genre de poissons tetraodontiformes, appelés « poissons-ballons » en raison de leur aptitude à se gonfler subitement d'eau quand ils se sentent menacés.

## Liste des espèces
Selon FishBase (14 mars 2014) :
- Arothron caeruleopunctatus Matsuura, 1994
- Arothron carduus (Cantor, 1849)
- Arothron diadematus (Rüppell, 1829)
- Arothron firmamentum (Temminck & Schlegel, 1850)
- Arothron gillbanksii (Clarke, 1897)
- Arothron hispidus (Linnaeus, 1758)
- Arothron immaculatus (Bloch & Schneider, 1801)
- Arothron inconditus Smith, 1958
- Arothron leopardus (Day, 1878)
- Arothron manilensis (Marion de Procé, 1822)
- Arothron mappa (Lesson, 1831)
- Arothron meleagris (Anonymous, 1798)
- Arothron nigropunctatus (Bloch & Schneider, 1801)
- Arothron reticularis (Bloch & Schneider, 1801)
- Arothron stellatus (Bloch & Schneider, 1801)

Une équipe française a récemment démontré que certaines espèces de ce genre étaient capables de s'hybrider. 

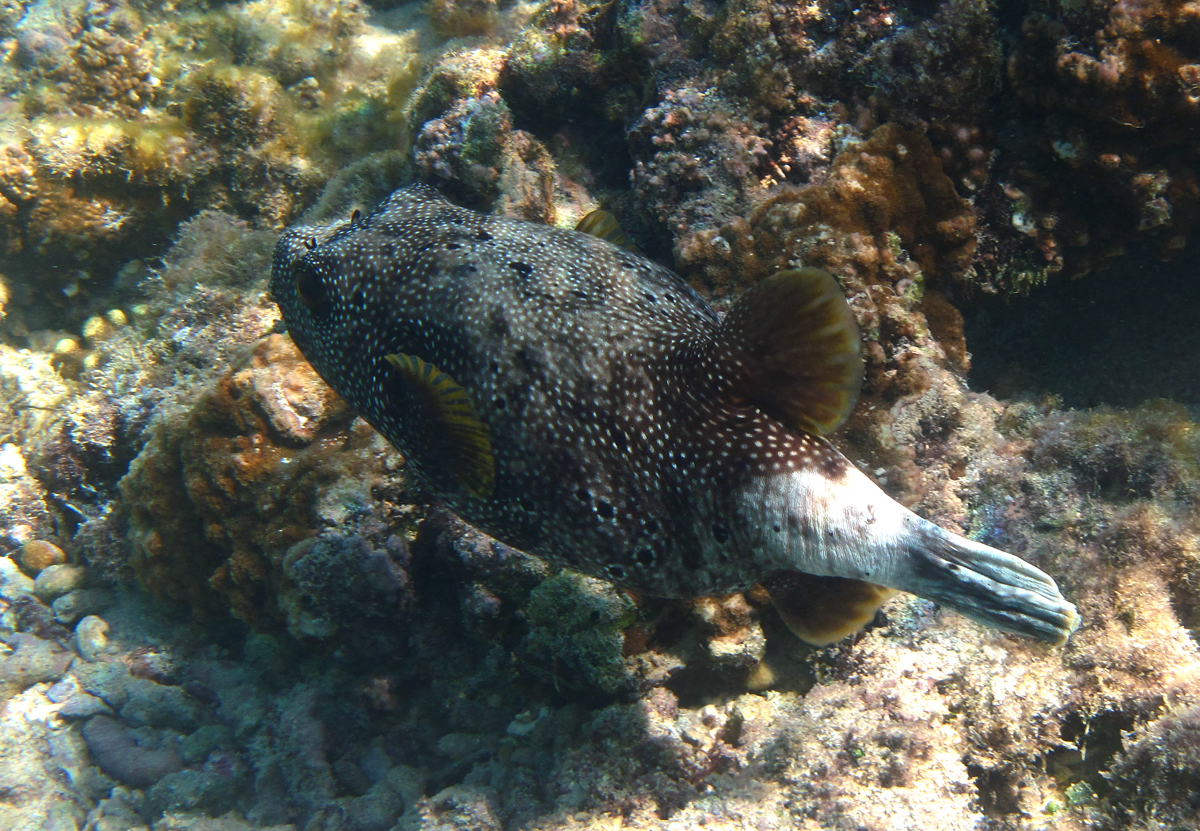
Hybride de A. nigropunctatus x A. meleagris à la Réunion.

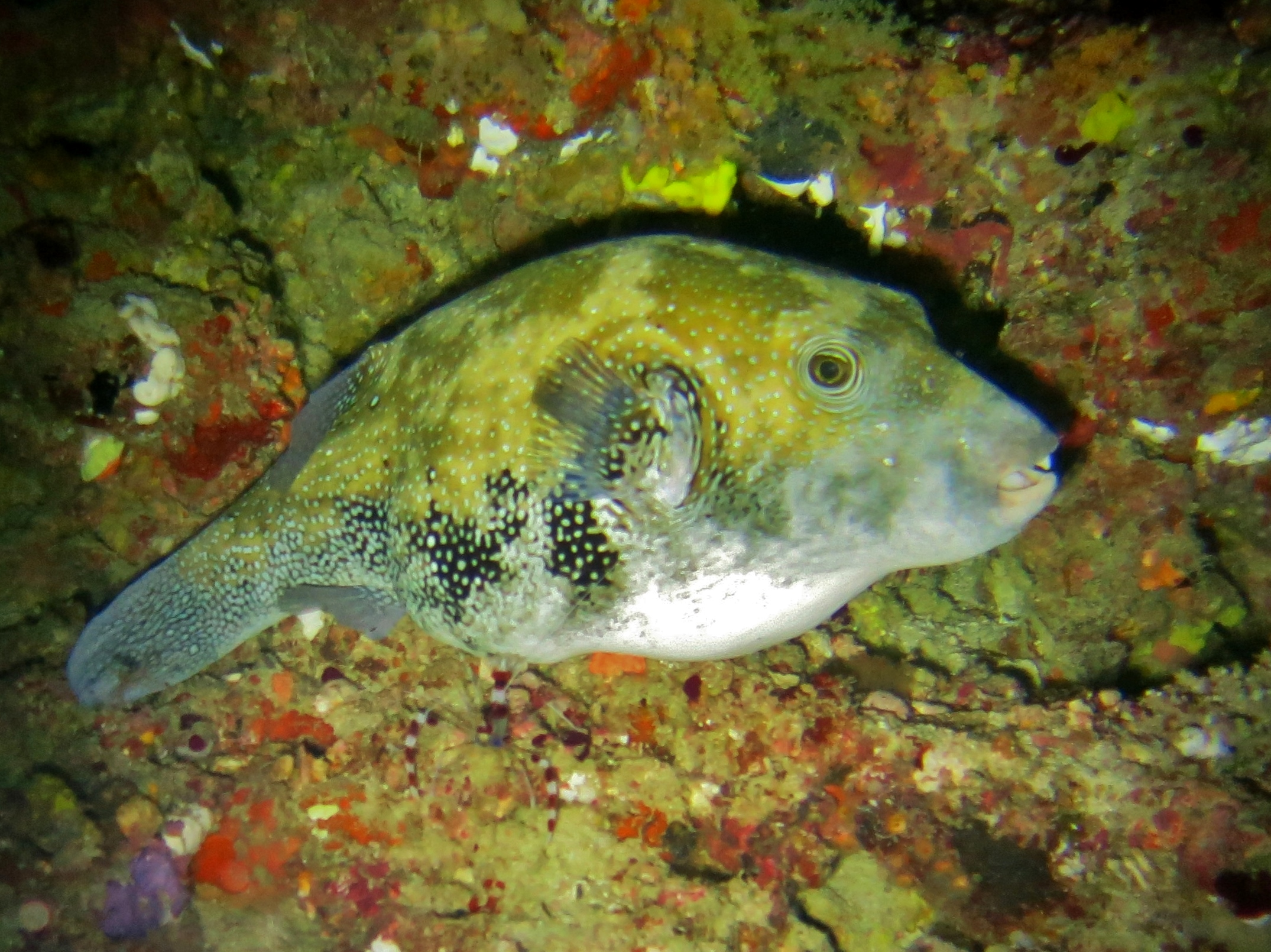
Arothron caeruleopunctatus
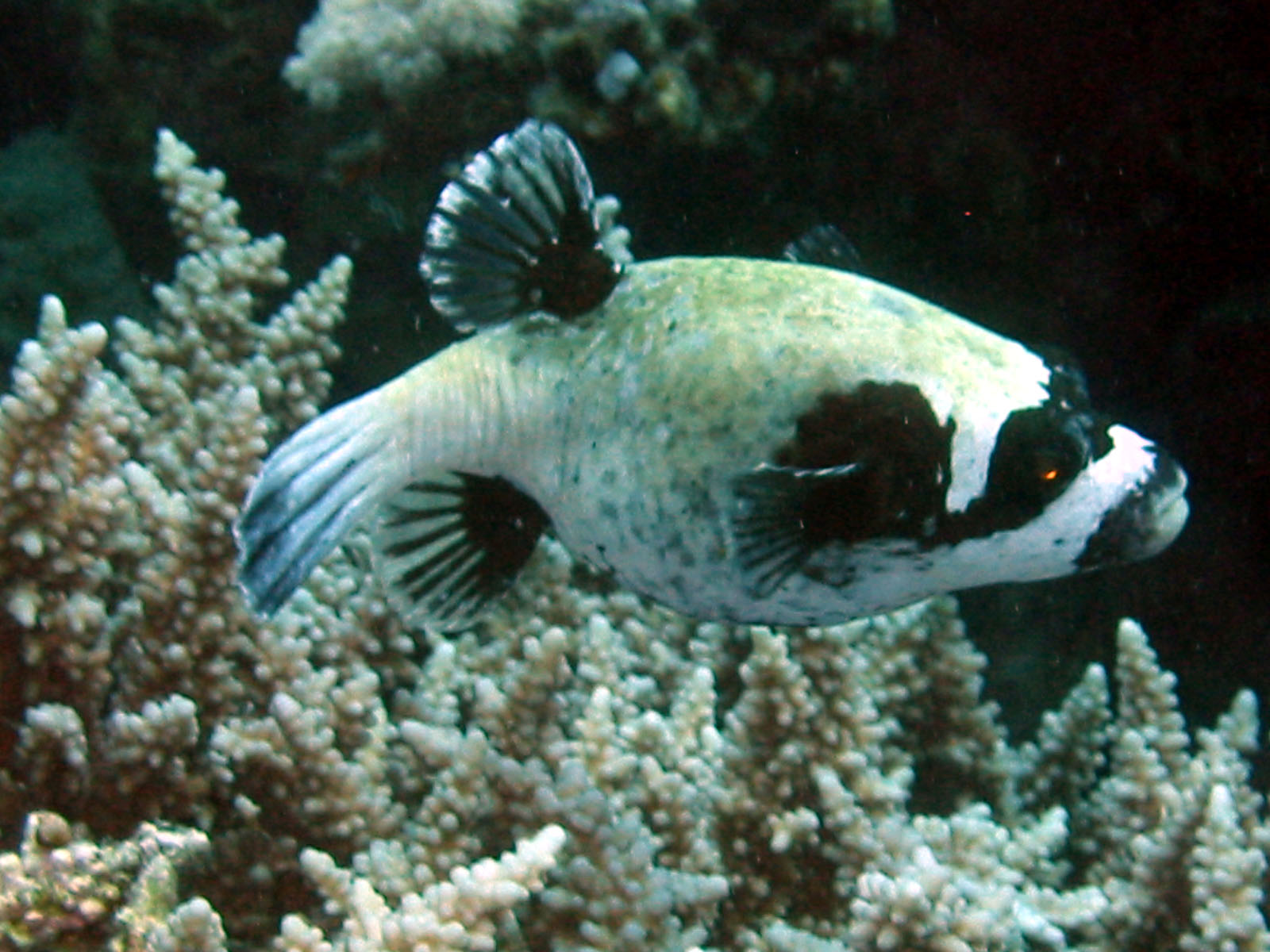
Arothron diadematus
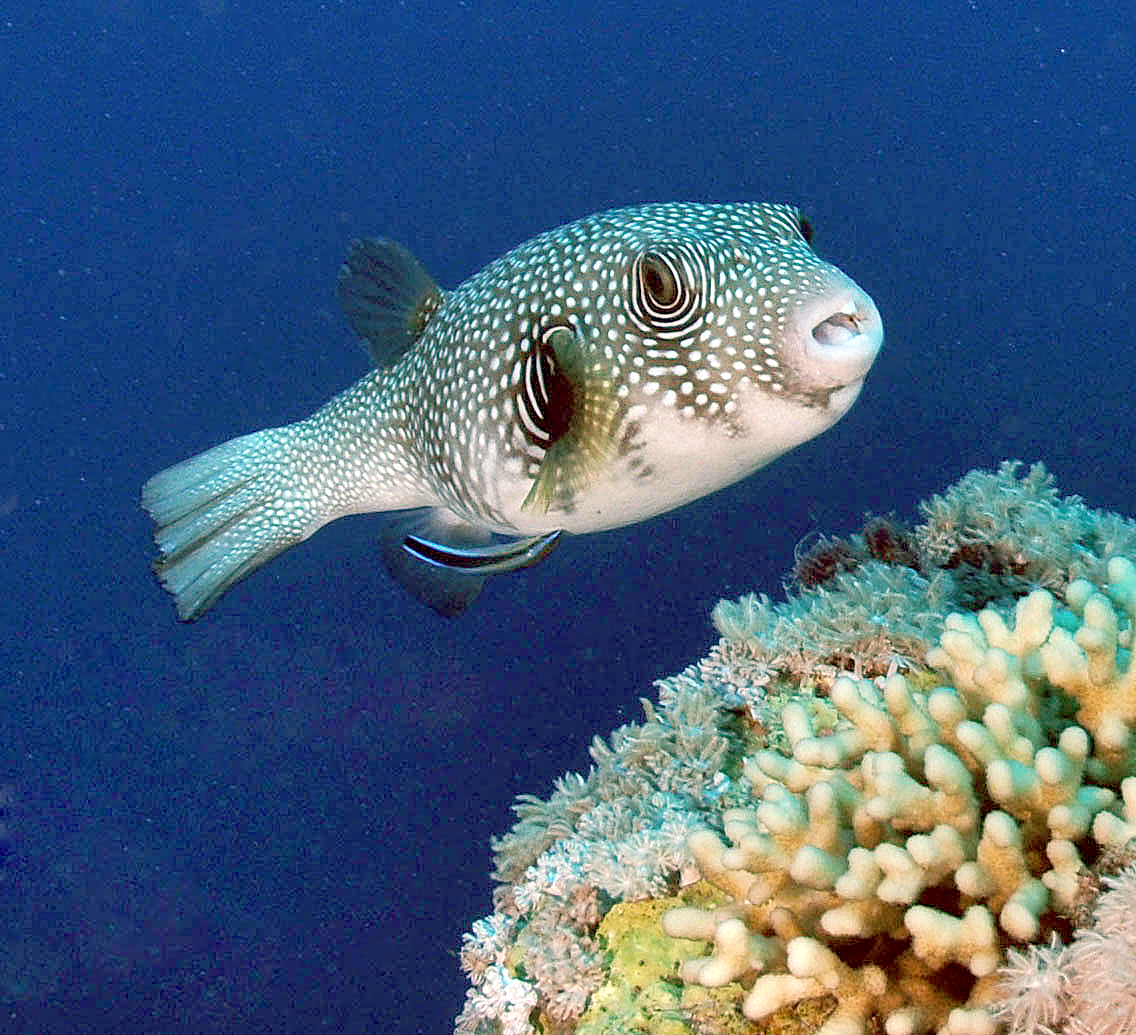
Arothron hispidus
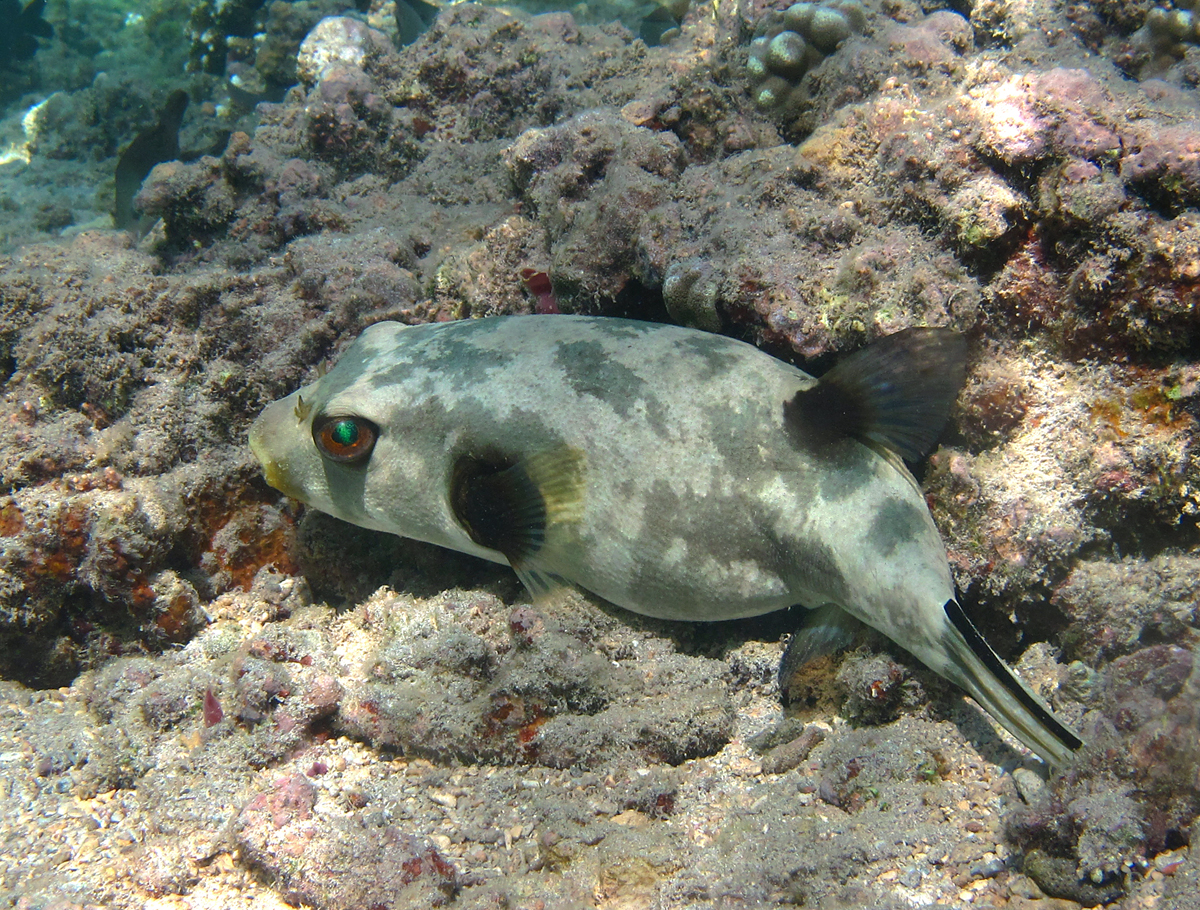
Arothron immaculatus
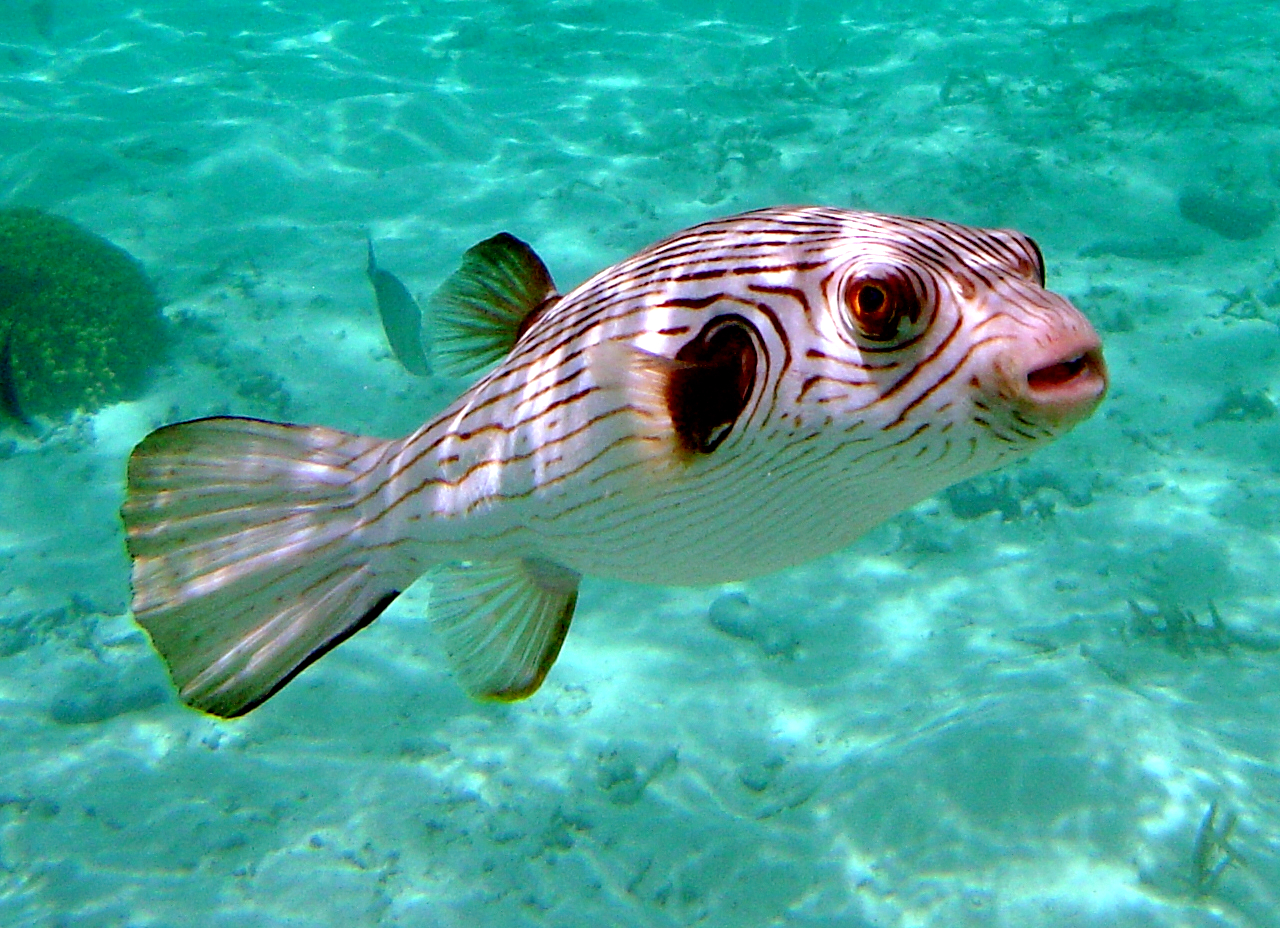
Arothron manilensis
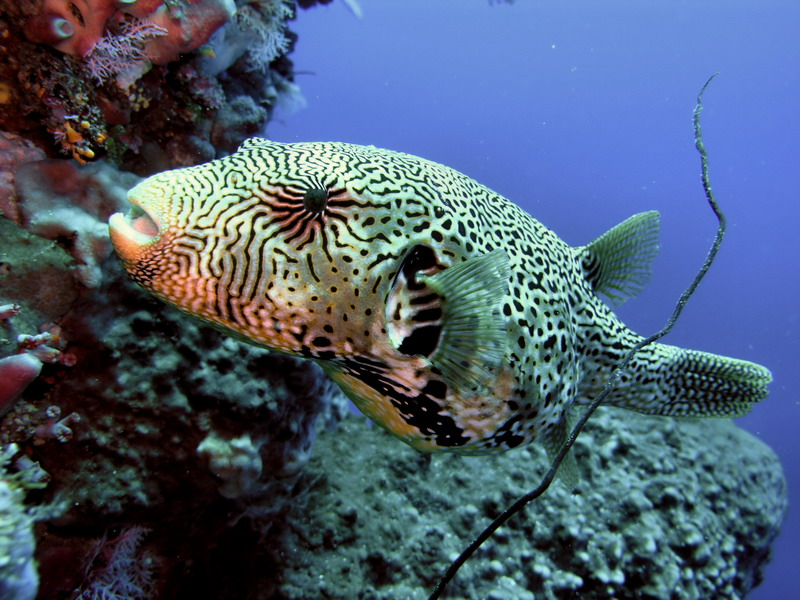
Arothron mappa
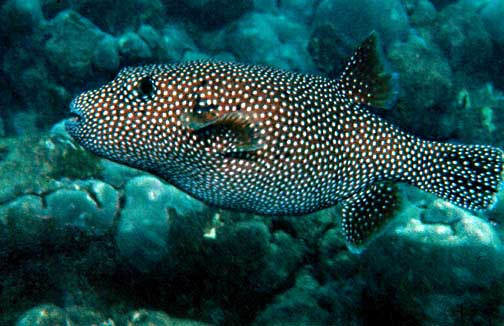
Arothron meleagris
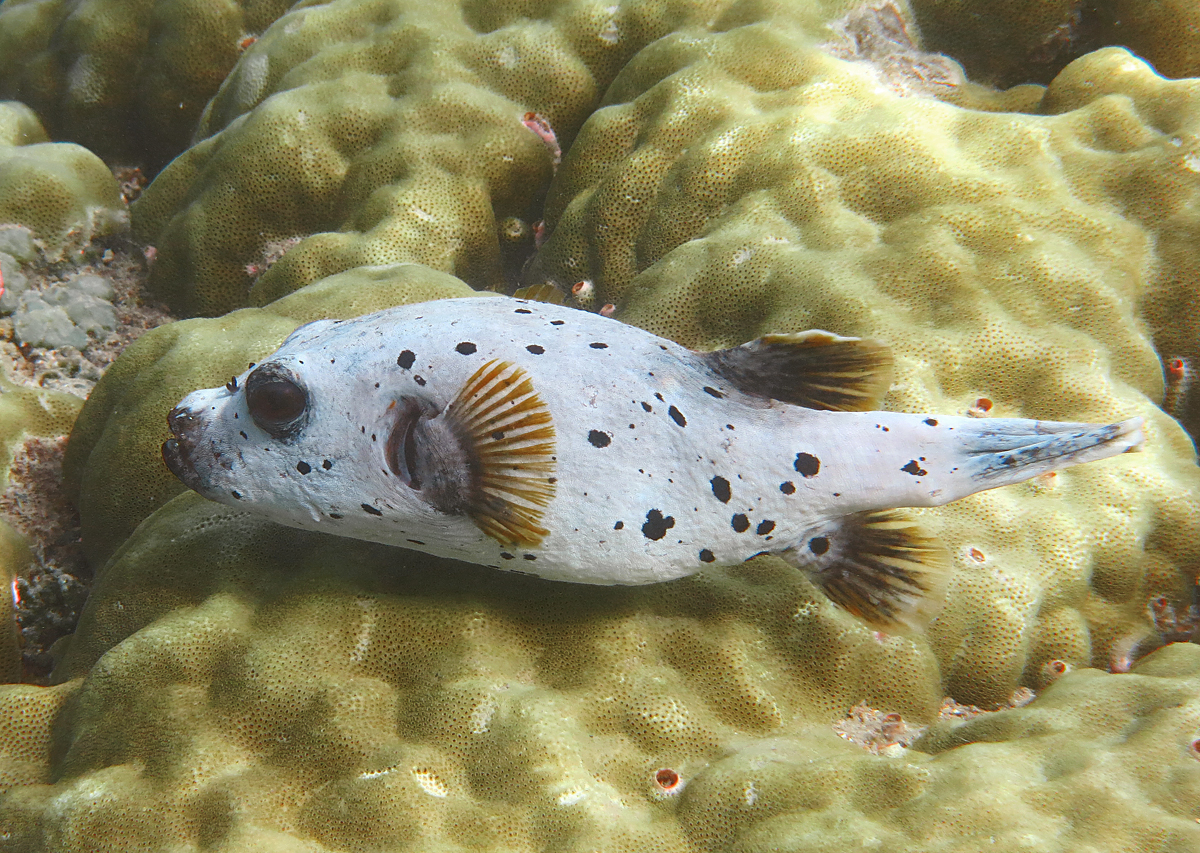
Arothron nigropunctatus
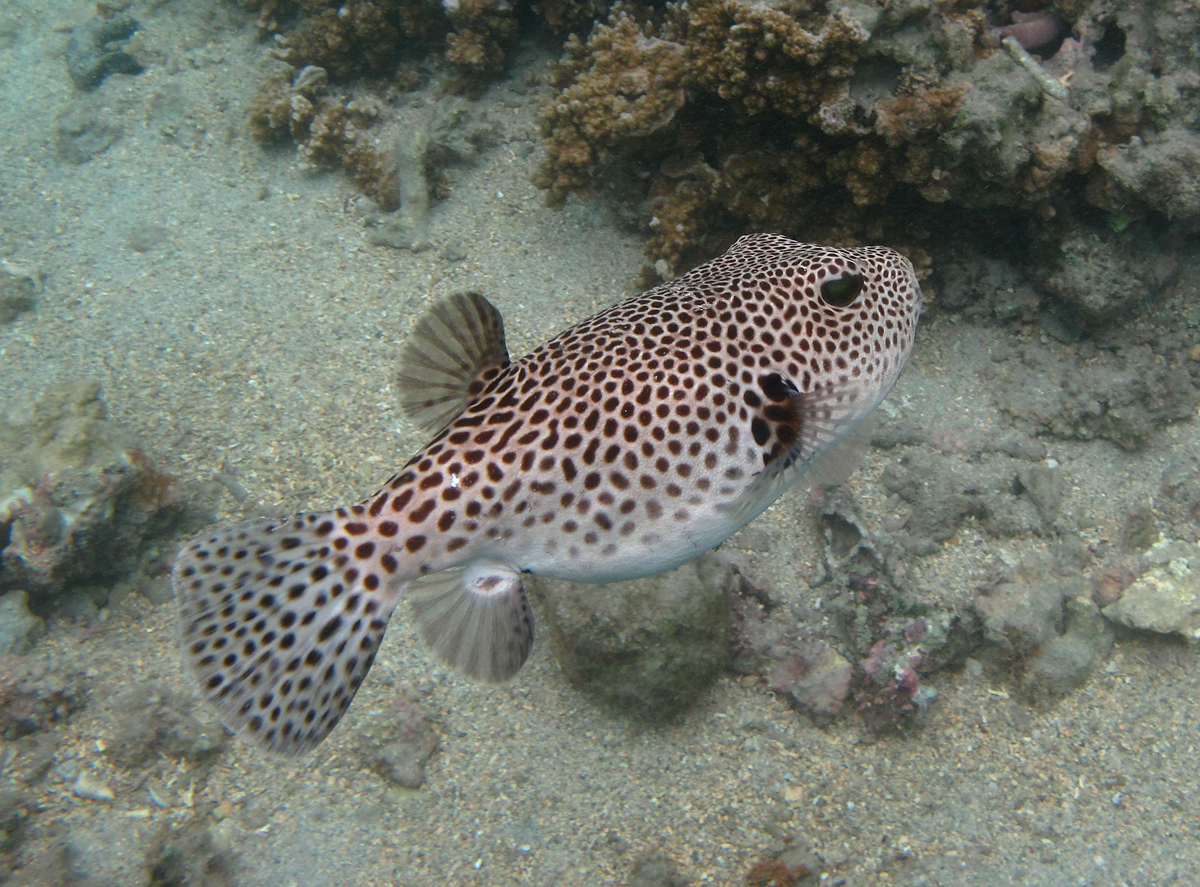
Arothron stellatus